# Crazy (песня Lumidee)
«Crazy» — песня, записанная американскими певцами Lumidee и Питбулем для второго альбома Лумиди, Unexpected (2007). Она была написана Лумиди, Питбулем и Стивеном Марсденом, последний стал её продюсером. Она была выпущена в качестве второго сингла 24 июля 2007 через TVT Records.

## Клип
Режиссёром для этого клипа стал Дэйл Рестегини.

## Трек-листg
Germany Crazy — EP
1. «Crazy» — 3:04
2. «Crazy» (Club Mix) — 3:56
3. «Crazy» (Instrumental) — 3:04
4. «He Told Me» — 3:09

## Чарты
| Чарт(2007)                               | Наивысшая позиция |
| ---------------------------------------- | ----------------- |
| Austria (Ö3 Austria Top 40)              | 65                |
| Belgium (Ultratop Flanders)              | 35                |
| Belgium (Ultratop Wallonia)              | 40                |
| France (SNEP)                            | 53                |
| Germany (Media Control AG)               | 35                |
| UK Singles (The Official Charts Company) | 74                |

## История релиза
| Регион         | Дата         | Формат | Лейбл       |
| -------------- | ------------ | ------ | ----------- |
| Великобритания | 30 июля 2007 | CD     | TVT Records |